# 林周县
林周县（藏語：ལྷུན་གྲུབ་རྫོང་，威利转写：lhun grub rdzong，藏语拼音：Lhünzhub Zong）是中国西藏自治区的一个县，隶属于拉萨市。

## 历史沿革
林周，藏语的意思为“天然形成的地方”。

## 行政区划
林周县下辖1个镇、9个乡：
甘丹曲果镇、春堆乡、松盘乡、强嘎乡、卡孜乡、边交林乡、江热夏乡、阿朗乡、唐古乡和旁多乡。

## 人口
根據第七次人口普查數據，截至2020年11月1日零時，林周縣常住人口為50596人。

## 交通
- 561国道过境。